# 야 (성씨)
야는 한국의 성씨 중 하나로, 본관은 개성, 순천, 원평, 봉성, 죽산, 직산으로 총 6개이며 시조가 확인된 본관은 원평 야씨로, 야선조가 시조이다.
2018년 조사 결과 약 3면 이 성을 가진 것으로 밝혀졌다.